# Tour de Broue

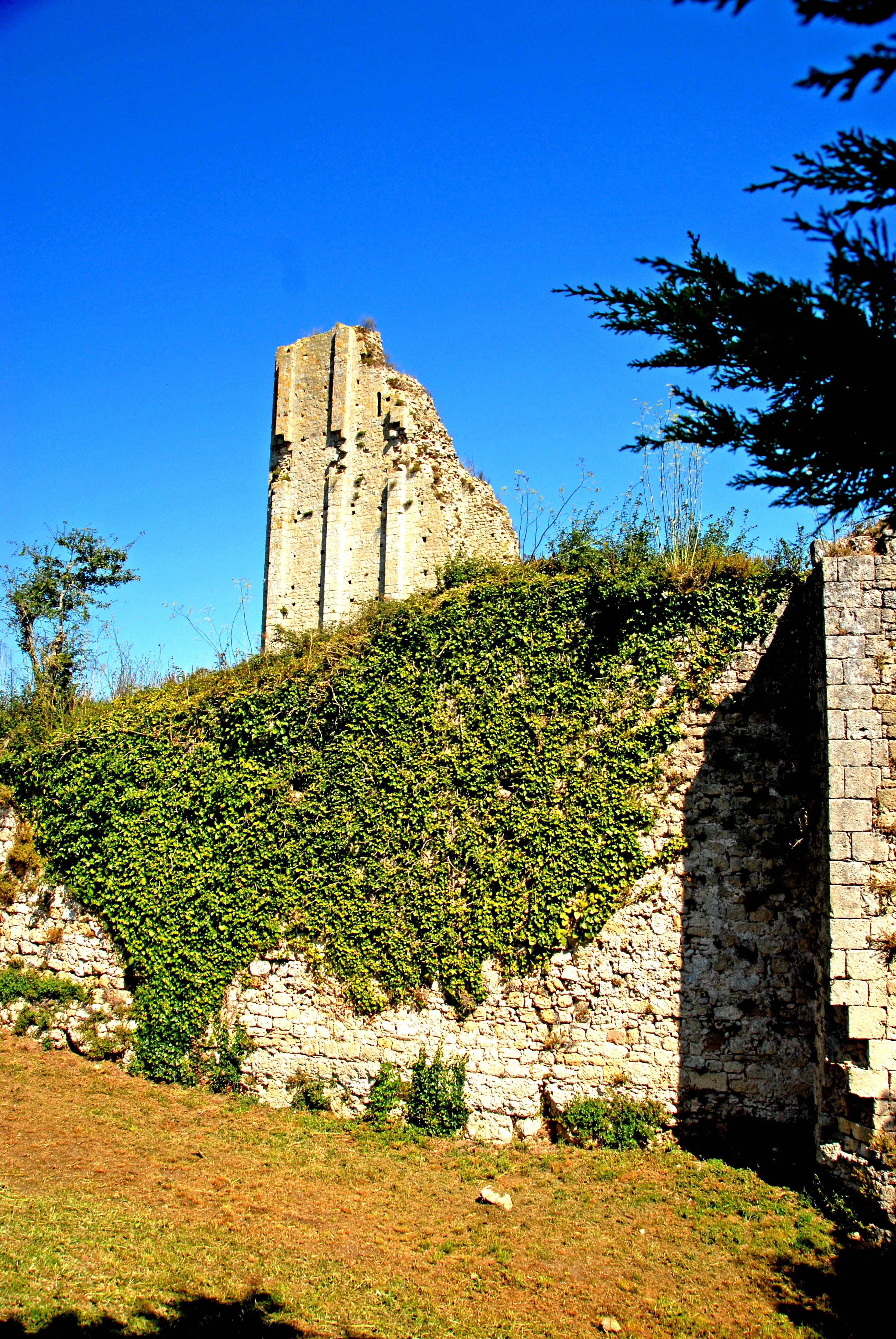
Tour de Broue, von Süden, mit Umfassungsmauer

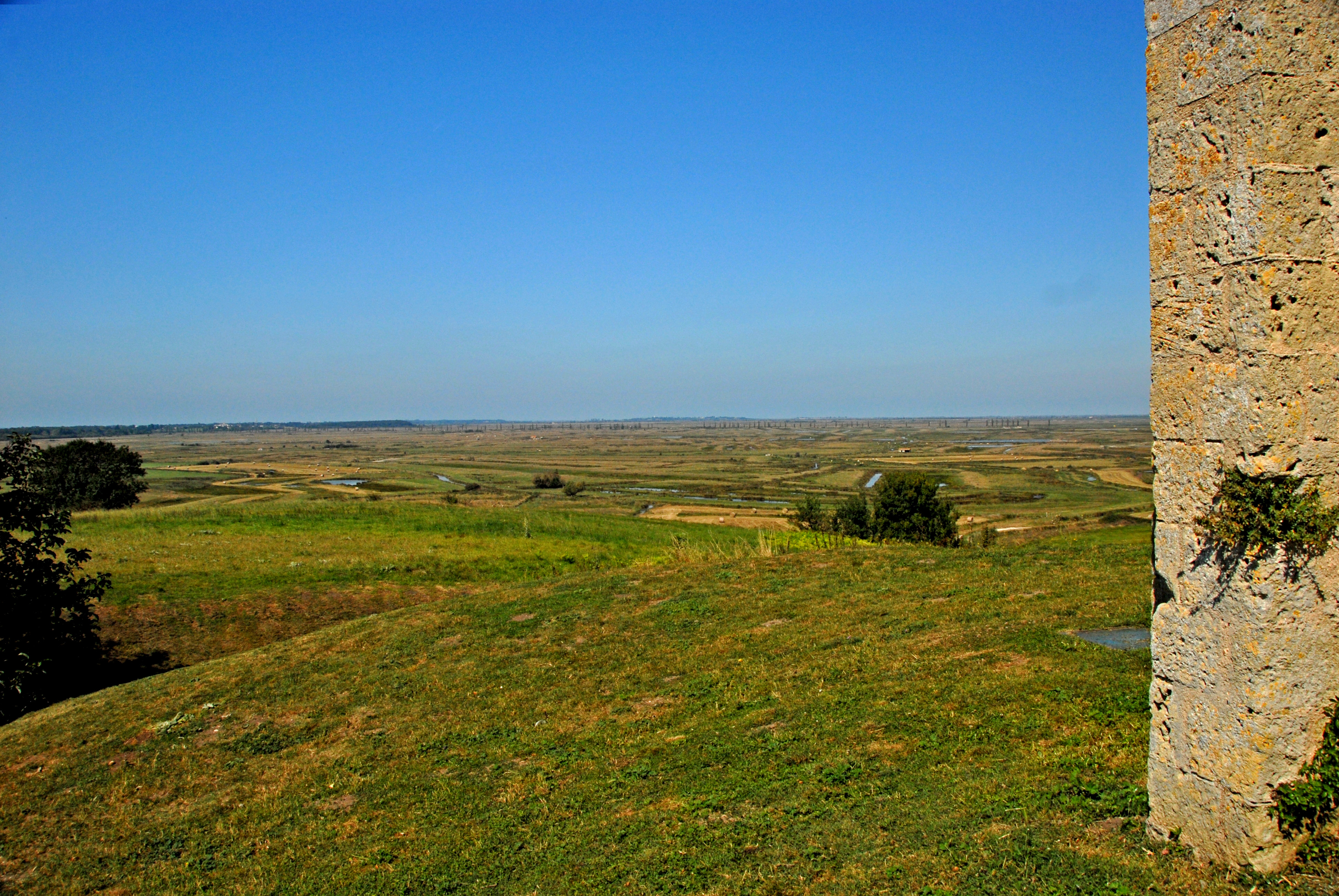
Tour-de-Broue, über die Sümpfe der Brouage

Die Tour de Broue ist der ehemalige Donjon (Bergfried) von Broue steht bei der kleinen gleichnamigen französischen Siedlung Broue, in der Gemeinde Saint-Sornin im Département Charente-Maritime in der Region Nouvelle-Aquitaine, ca. 18 Kilometer südlich von Rochefort und ca. 30 Kilometer westlich von Saintes, im Gebiet des Marais-Brouage.

## Geschichte
Der Donjon (Bergfried) von Broue wird dem 11. Jahrhundert zugeordnet. Seine erste urkundliche Erwähnung stammt von 1047, unter der Herrschaft von Heinrich I. (1031–1060). Er könnte zu den ältesten Donjons in Frankreich zählen.
Der Donjon von Broue steht auf der Spitze einer geologisch felsigen Formation (in Frankreich Puy genannt), etwa zwei Kilometer in die Ebene der Sumpfgebiete von Brouage hinein reichend. Diese Puys erreichten hier eine durchschnittliche Höhe von etwa 20 Metern über dem Meeresspiegel. Für die Wahl des Standortes einer Siedlung und eines Hafens war die Dominanz eines erhöhten Punktes ausschlaggebend, der die Übersicht auf möglichst viele Meilen in der Runde erlaubte. Vor den späteren massiven Konstruktionen eines Donjons, gab es vermutlich einen hölzernen Turm, auf dem auserkorenen Puy, der damals den üblichen „Motten“ entsprach, den aufgeschütteten künstlichen Hügeln, den meisten Vorgängern von Burg-Festungen.

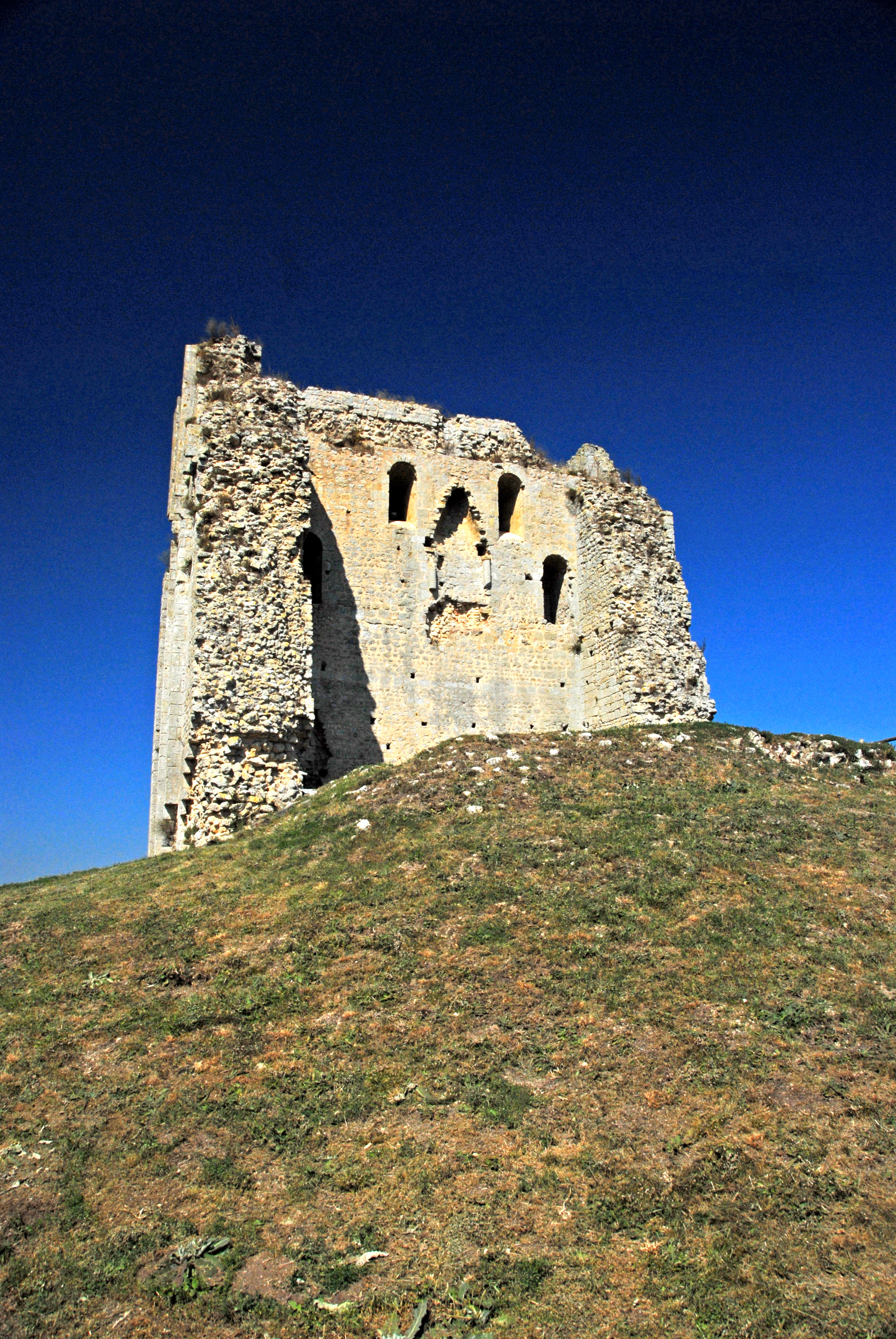
Tour-de-Broue, der Puy mit Krönung

Eine Burg Broue erscheint zum ersten Mal in der Gründungsurkunde der Abtei Notre-Dame de Saintes von 1047, vollzogen durch den Grafen von Anjou, Gottfried Martel. Die Präsenz des Herrschers weitab seiner Ländereien überrascht. Aber wenn wir dem Chronisten Adémar de Chabannes folgen, hatten sich die Dynastien des Anjou in der Region nach 1015 etabliert, mit Zustimmung des Herzogs Wilhelm von Aquitanien, des Großen (993–1030):
Dem Grafen des Anjou, Foulques III. Nerra, wurde damals „Loudun zu seinem Gewinn und zu seinen Händen empfohlen, zusammen mit einigen anderen Burgen im Poitou, und Saintes, mit einigen Burgen“.
Fulko III. Nerra (987–1040) baute während seiner langen Herrschaft eine große Zahl an Burgen in allen seinen Ländereien und manchmal auch auf solchen von anderen. Er war auch einer der großen Verfechter des Bauens mit Stein. Die Erwähnung des Chronisten Adémar "Saintes und einige Burgen" lässt daran denken, dass damals Broue schon existierte und Teil dieser Angabe war, die der Sohn von Fulko, Gottfried Martel, 1047 bereits in seinem Besitz hatte. Es gibt Bestrebungen, den Bergfried von Broue dem Werk von Fulko Nerra zuzuschreiben, auch wenn diese Hypothese nicht belegt ist und sich zurzeit nur auf Vermutungen stützen kann. Bei der wissenschaftlichen Bewertung der Vorgänge ist vor allem zu klären, ob das Gebäude wirklich zu den ältesten der in Frankreich erhaltenen Donjons zählt.

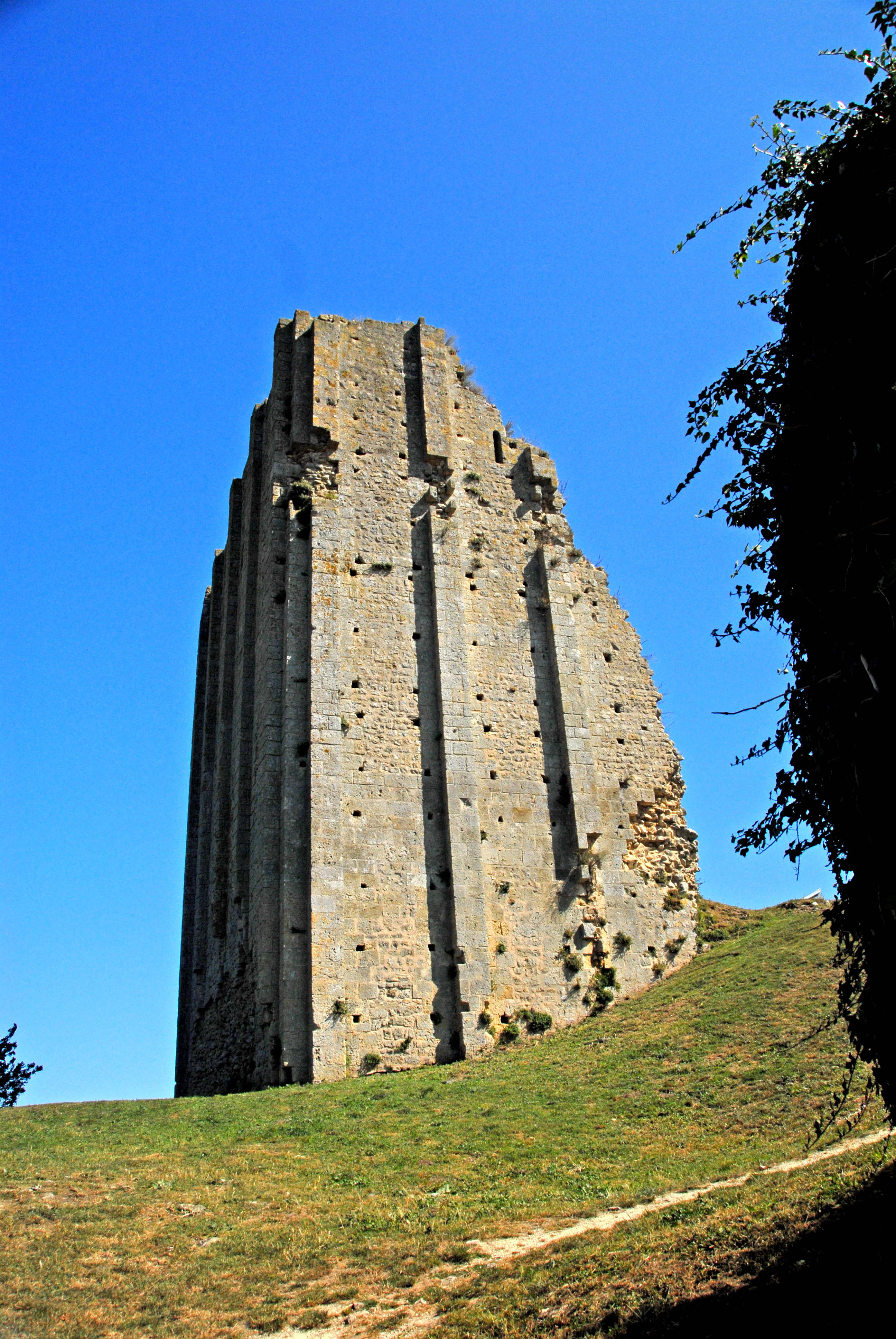
Tour-de-Broue, Donjon von Süden

In dieser Epoche floss am Fuße des felsigen Puy in Richtung Meer ein kleiner Fluss namens Brouage. Es war eigentlich ein schiffbarer Meeresarm, durch den die Schubleichter oder Schiffe mit geringem Tiefgang bis zur Basis des Donjons gelangen konnten. Der kleine Hafen, der sich dort befand, diente zur Beladung der Schiffe mit den Produkten der Salinen, Die Burgherren von Broue zogen daraus den Großteil ihrer Geldmittel. Der Turm hatte also eine doppelte Funktion: einerseits als Orientierung der Seeleute, andererseits für den einträglichen und sicheren Handel mit Salz. Dies war sehr wahrscheinlich der Portus Santonum(lat.), der Hafen von Saintes, der bereits im 2. Jahrhundert n. Chr. in der Geographie des Ptolemäus genannt wird.
Dem Herzog von Aquitanien Guy-Gottfried (1058–1086) gelang es, Saintes und die Saintonge wieder in den Besitz von Foulques le Réchin, einer der Erben von Gottfried Martel, zurückzubringen. Damit war nun wieder genügend Präsenz des Anjou in der Region vertreten. Die Festung Broue wurde einem gewissen Hugo von Doué anvertraut und damit auch seinen Nachkommen für mehrere Generationen.
Die besondere Geschichte des Ortes umfasst vor allem die Ausbeutung des „weißen Goldes“ aus den Salinen, mit den Anforderungen und den Streitigkeiten, die entstehen können, nach Freigabe solcher Quellen von Reichtümern. Die Herren des Ortes hatten einige Auseinandersetzungen mit dem Priorat Saint-Gemme, die im Besitz von Gegenständen waren, die in der Region nicht unerheblich waren. Im Jahr 1244 wurde Gottfried von Doué zu einer Geldstrafe verurteilt, weil er versäumt hatte, die Arbeiten zur Pflege seines Hafens zu veranlassen.
Im letzten Drittel des 13. Jahrhunderts ging die Herrschaft an die der Rochefort. Im 14. Jahrhundert wurde sie den Baussay übertragen, im letzten Viertel dieses Jahrhunderts in die Kasse der Familie derer von Pons.
Broue war in der Zeit seines Wohlstands mit bis zu zwei Kirchen ausgestattet (Saint-Pierre und Saint-Eutrope), ein Zeugnis seiner damaligen Größe, Bedeutung und seines Reichtums, von denen heute nichts mehr übrig ist.
Die Zeit des Niedergangs setzte ein, als sich gegen Ende des 13. Jahrhunderts das Meer zurückzuziehen begann. Die Rückbildung der Salinen wurde beschleunigt durch das verstärkte Eintreten von Verlandungen. Der Golf der Saintonge versumpfte zusehends.
Das Zurückweichen der Ufer des Meeres bedeutete für die hier lebenden, arbeitenden und handelnden Menschen gleichzeitiges Abrücken von den Quellen ihres Wohlstandes, unabhängig von den schlimmen Folgen von Kriegen in der Region.

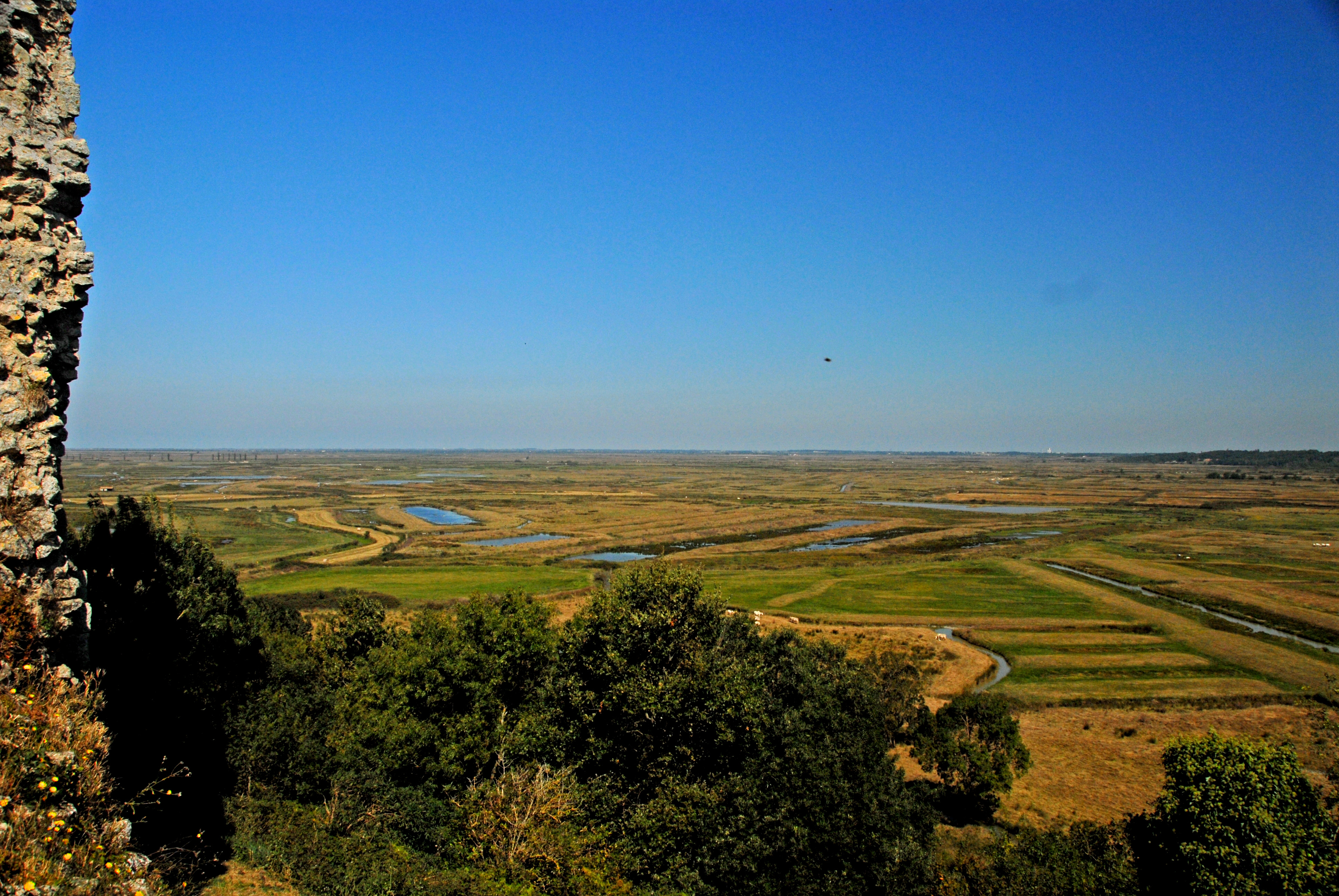
Tour-de-Broue, über die Sümpfe der Brouage

Der Hafen von Broue wurde zunächst unbeirrt weiter betrieben. Mehrere Male wurde er von Geschossen getroffen und von den Engländern übernommen. Duguesclin hatte ihn noch nicht endgültig freigegeben, als bald darauf, gegen Ende des 14. Jahrhunderts, der beschleunigte Rückzug des Meeres einen schnellen Niedergang der Hafenanlagen und der Siedlungen mit ihrem Donjon bescherte.
Schon bald dachte man an den Bau eines neuen Hafens, an den des späteren Brouage, etwa 12 km nordwestlich von Broue. 1555 beschloss Jacques de Pons seinen Bau. Auf der neuen Küstenlinie der Charente-Maritime blickt man von den Befestigungen von Brouage weit über das Bassin von Marennes-Oléron.

## Die Ruinen des Donjons heute

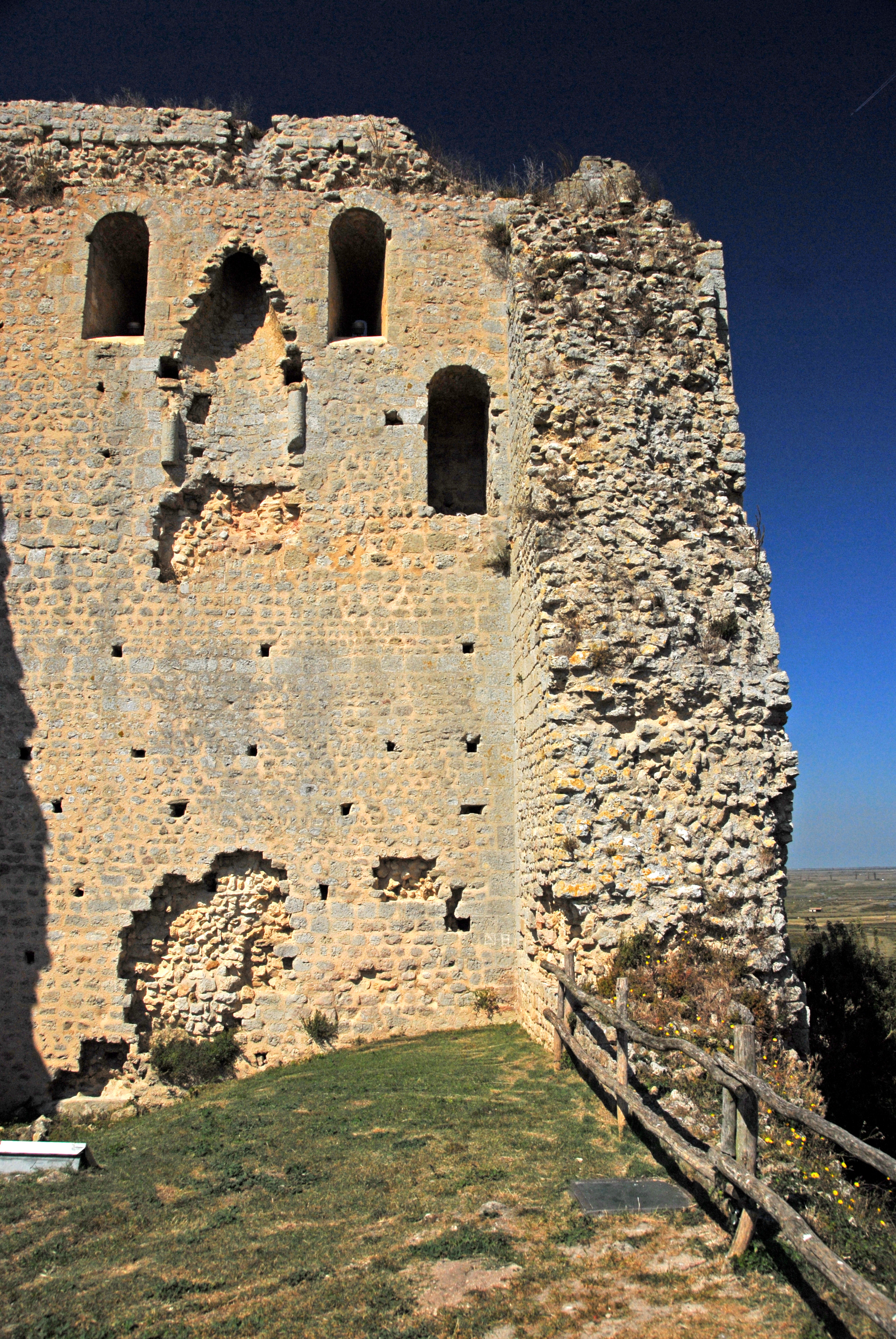
Tour-de-Broue, Westwand von innen

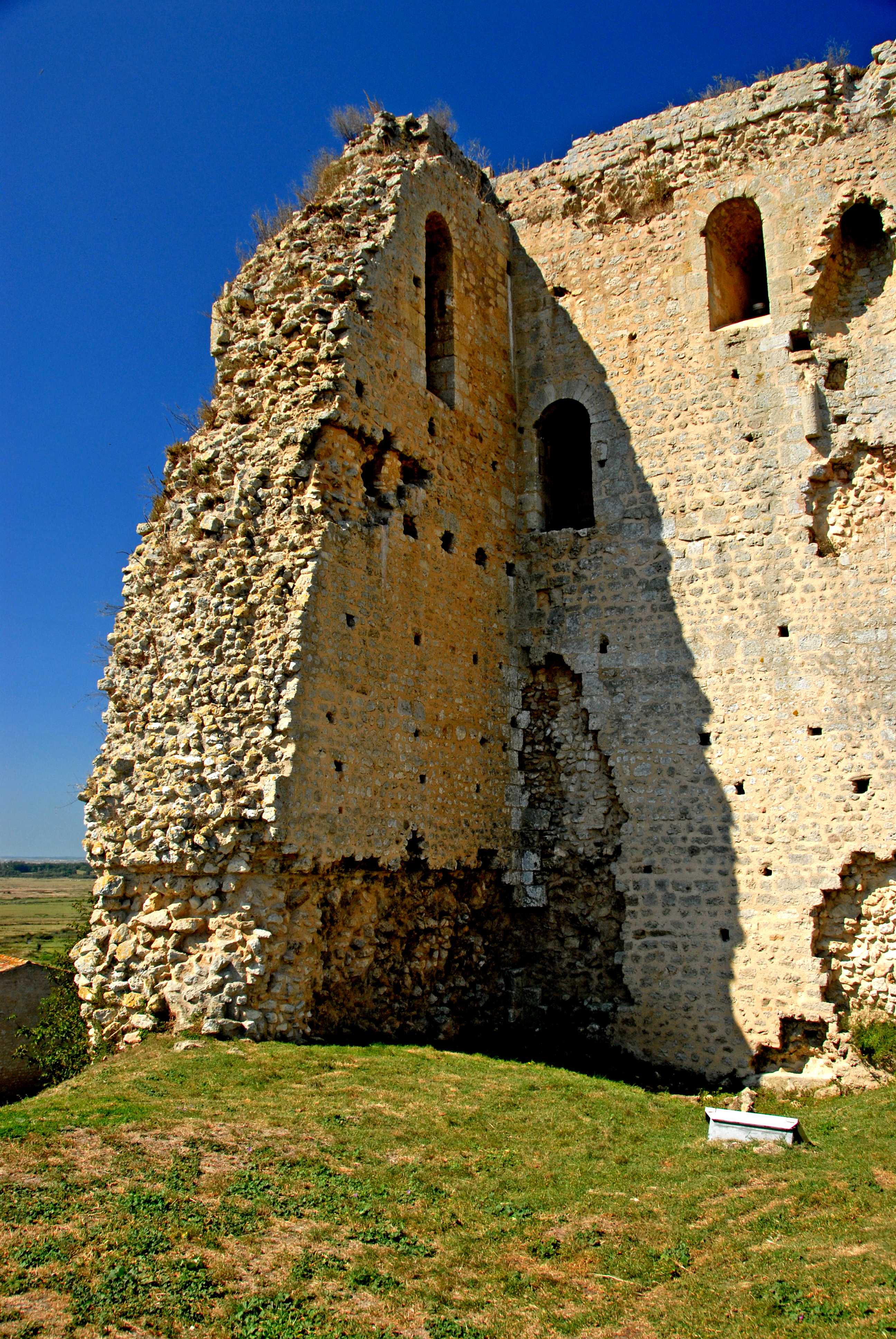
Tour-de-Broue, südliche Innenecke, links Löcher der Deckenbalken

Der ehemalige Ort Broue bewahrte neben den Ruinen des Donjons auf der Motte, auch die einer romanischen Kapelle und einige Abschnitte der den Bergfried zu seinem Schutz umfassenden Wehr- oder Burgmauer. Der Donjon hatte ehemals einem rechteckigen Grundriss von 20 mal 16 Metern. Nur seine Westfassade ist nahezu vollständig erhalten, auf einer Höhe von etwa 25 Metern. Der Donjon hatte vermutlich vier oder fünf Geschosse und besitzt im unteren Bereich keinerlei Fensteröffnungen. Im oberen Bereich gibt es zwei kleine Fenster. An den Außenwandflächen sind kräftige rechtwinklige Pfeilervorlagen zur zusätzlichen Verstärkung vorgemauert, auf der erhaltenen Westseite immerhin fünf Stück. Das Mauerwerk besteht aus behauenen Quadersteinen, ergänzt durch unregelmäßigen kleineren Bruch. Unzählige Löcher sind die Spuren von Gerüsten der Mauerwerk-Konstruktion. Beschädigungen der Pfeilervorlagen in größerer Höhe weisen auf Kanonenbeschuss hin.
Die Wände sind um zwei bis drei Meter dick. Nur ihre Außenschalen bestehen aus sauber gefügtem Verband des Quadermauerwerks. Ihr Inneres ist ausgefüllt mit einer Mischung verschiedener Steinformate, die ohne besonderen Verband mit viel Mörtel zwischen die beiden Schalen eingebracht worden sind. Eine wirtschaftliche Befestigungstechnik, die schon die Römer angewandt haben.
Einige Details der Innenausstattung sind noch erkennbar, wie zum Beispiel Latrinen und ein schöner Kamin mit Säulen. Es gibt auch auf dem Rest der Wandfläche im Süden Löcher für die Aufnahme der Deckenbalken. Es erweist sich als schwierig die Anzahl der internen Geschosse zu bestimmen. Vermutlich hatte nur das letzte und oberste Geschoss die Funktion als Wohnung, mit Kamin und Fenster bestückt. Die unteren Räumlichkeiten, ohne Fenster, dienten wohl zur Lagerung von Handelsgut oder auch als Gefängnis.
Im Jahr 1925 wurde die Tour de Broue unter Denkmalschutz gestellt. Es steht heute im Eigentum der etwa 2,5 km südlich angesiedelten Gemeinde Saint-Sornin.
Weit im Lande, so auch um den Donjon von Broue, in den ehemaligen Vertiefungen des alten Golfs der Saintonge, sind aus den Salinen von Broue die Brouage-Sümpfe geworden, genannt „Marais – gât“. Die Landschaft wird heute hauptsächlich für die extensive Tierhaltung genutzt.